# 남광주역 (폐역)
남광주역(Namgwangju station, 南光州驛)은 광주광역시 동구 학동에 위치했던 경전선의 철도역이다. 인근에 남광주시장과 광주 도시철도 1호선의 남광주역이 있다.
1930년 12월 25일 신광주역으로 영업을 개시하였으며, 이후 남광주역으로 개칭하였다. 광주의 철도 이용객을 분산시켜 광주시내 주요역으로 성장하였으나, 2000년 8월 10일 경전선 시외 이설로 인하여 이 역은 폐지되고, 역의 기능은 서광주역으로 넘어갔다. 그러나 서광주역의 수요는 구 남광주역에 비해 많지는 않으며, 오히려 광주시내 남쪽 변두리에 위치한 효천역의 이용객이 급증하였다.

## 문화
곽재구가 쓴 시 《사평역에서》는 이 역을 배경으로 한 시이다. 남평역으로 잘못 알려져 왔으나, 사실이 아니다.

## 역사
- 1930년 12월 25일 : 신광주역(新光州驛)이라는 이름의 보통역으로 영업 개시[2]
- 1938년 4월 1일 : 남광주역(南光州驛)으로 개칭[3]
- 1971년 9월 10일 : 민수용 무연탄 도착취급역 지정[4]
- 1973년 3월 1일 : 민수용 무연탄 도착취급역 지정취소[5]
- 1978년 11월 20일 : 화물취급 중지[6]
- 1993년 7월 15일 : 통일호 부산~목포 목포~부산 낮열차 1왕복 정차
- 1997년 10월 1일 : 소화물취급 중지[7]
- 2000년 8월 10일 : 경전선 광주 외곽 이설과 동시에 폐역, 역의 기능은 서광주역으로 이전.
- 2007년 2월 27일~28일 : 광주푸른길가꾸기운동본부, 경전선 남광주역에 관광열차 2량 편성.
- 2009년 겨울 : 남광철교와 남광주역승강장 연결

## 이용객 변동
2000년 ~ 2002년 자료는 역별 여객 발착통과표를 기준으로 작성되었다.
| 노선 | 노선 | 인원수 (명) | 인원수 (명) | 인원수 (명) | 각주  |
| 노선 | 노선 | 2000년      | 2001년      | 2002년      | 각주  |
| ---- | ---- | ----------- | ----------- | ----------- | ----- |
| 전체 | 승차 | 104,777     | 54,859      | 58,436      | [ 8 ] |
| 전체 | 하차 | 63,209      | 55,624      | 52,543      | [ 8 ] |

## 사진

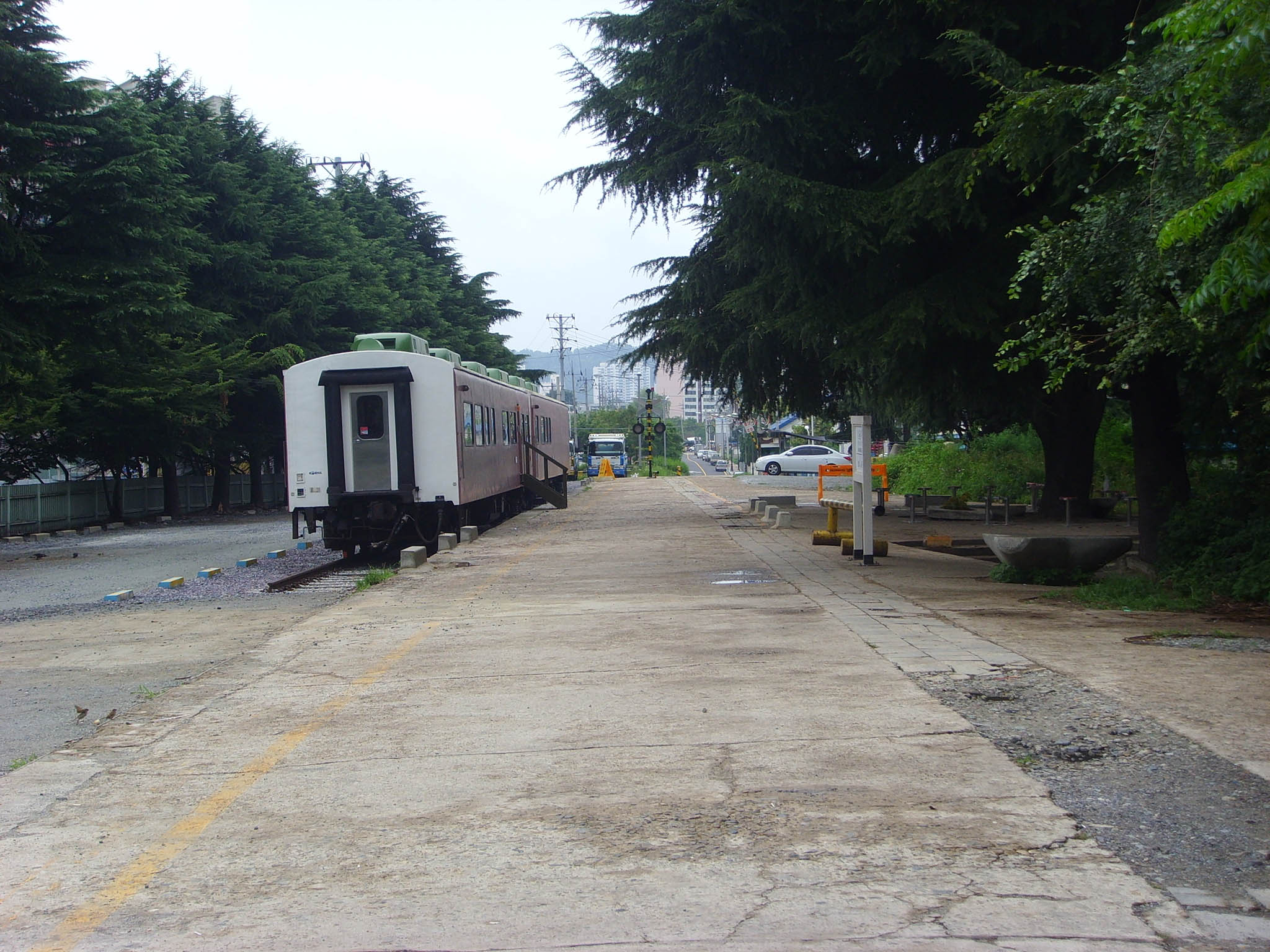
승강장 터(2008년 8월)
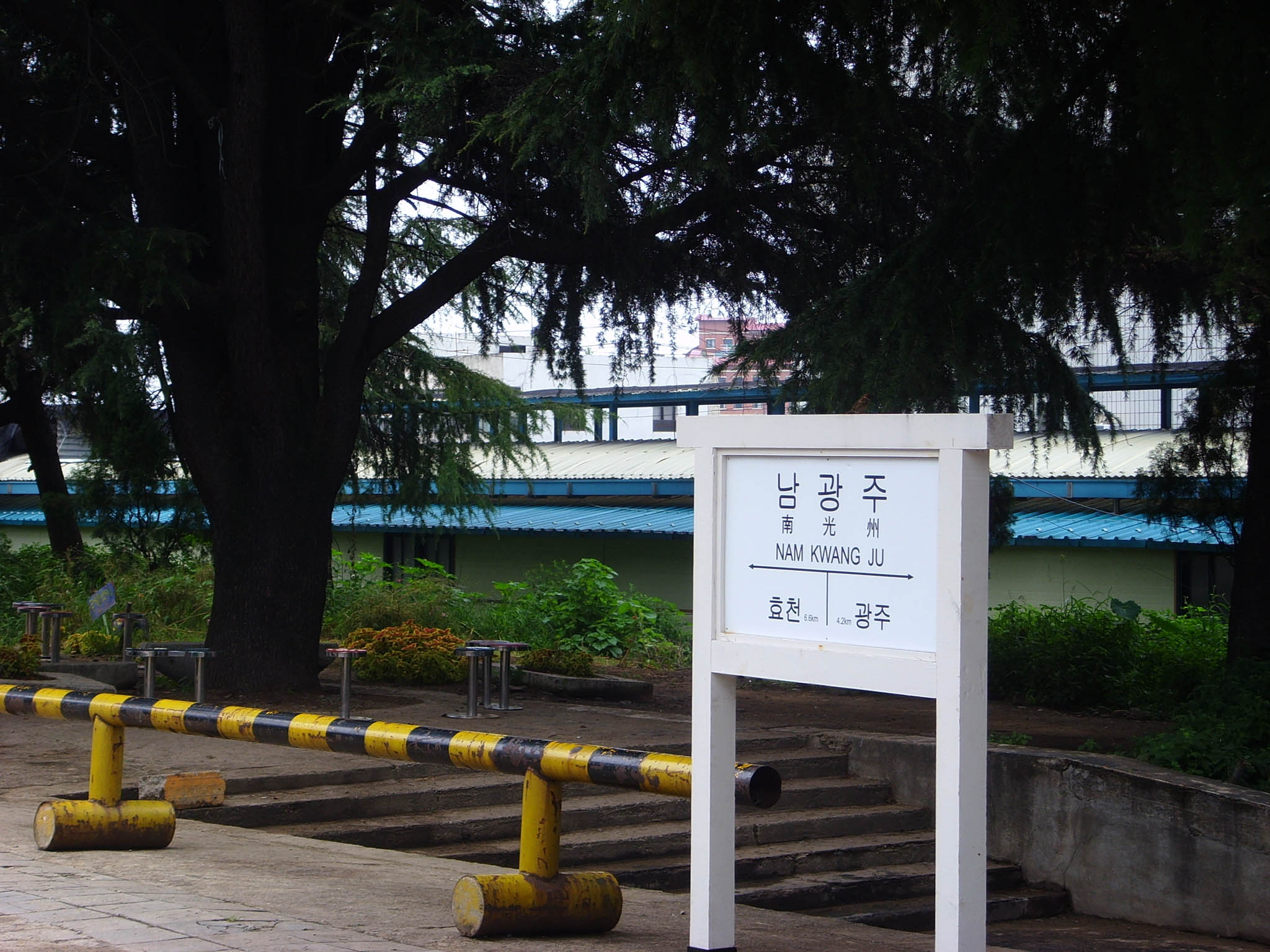
역명판(2008년 8월)
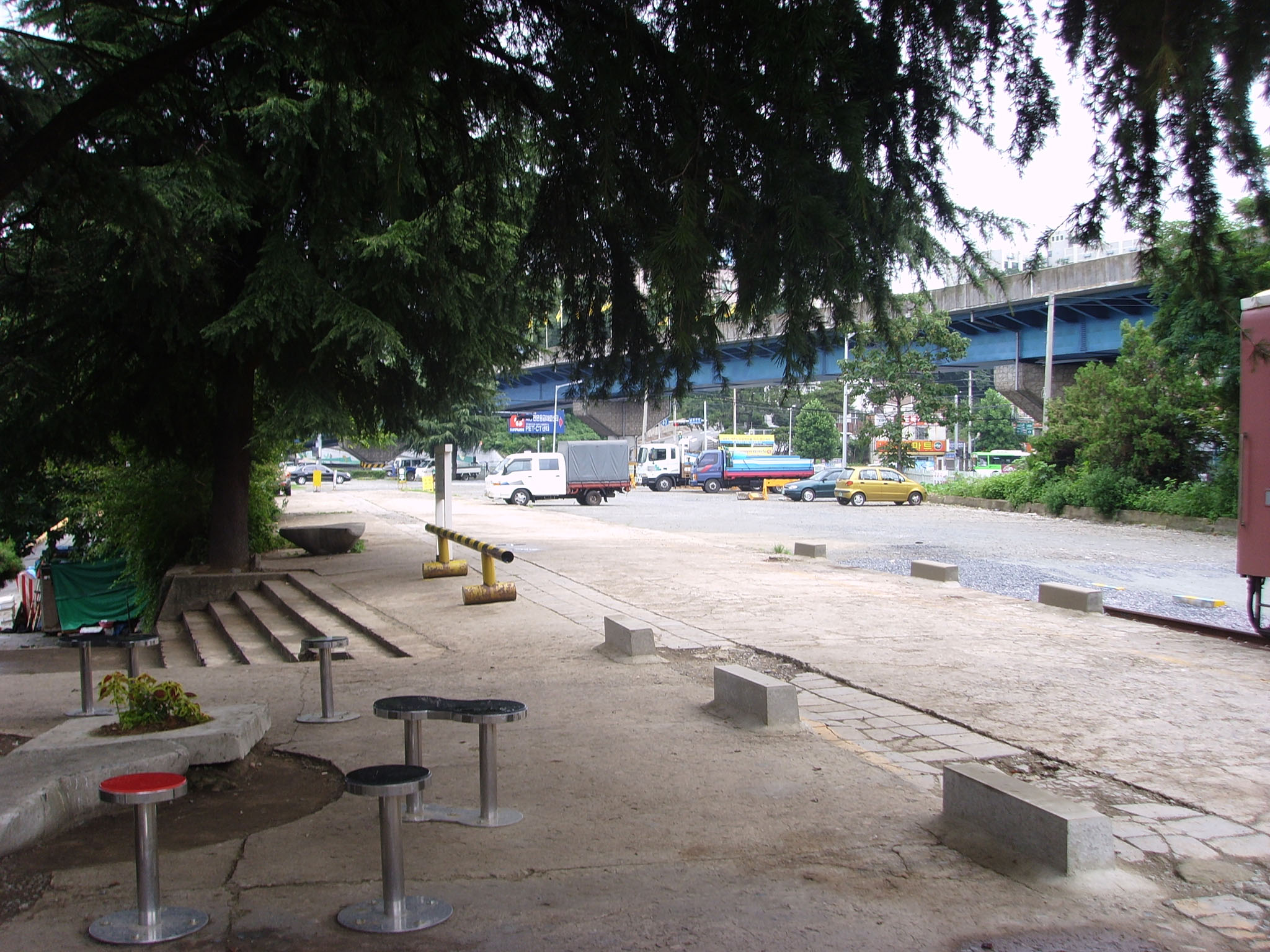
광주역 방면(2008년 8월)